# La hora del jalalala
La hora del jalalala es un programa de radio que se emitió durante los años 1997 y 1998 en Kosta FM, una radio local de la comarca de Valencia, y más adelante en Radio Marca durante el año 2009. Se trata de un programa de llamadas en clave de humor, principalmente como consultorio sentimental.

## Etapa en Kosta FM
El programa se emitió durante los años 1997 y 1998 en Kosta FM, una radio local de la comarca de Valencia. En aquel momento los locutores no utilizaban sus nombres sino un alias. El programa estaba presentado por el Doctor Amor y el Capitán Idilio, incorporando también al Príncipe Sexo más tarde. Inesperadamente se hizo muy popular entre los alumnos de los institutos del área metropolitana de Valencia, a pesar de emitirse en horario nocturno. El programa se emitía de 23:00 a 00:00 de lunes a jueves.
El programa dejó de emitirse temporalmente en enero de 1998 por falta de patrocinios, pero volvió a antena desde febrero hasta julio de ese año con el patrocinio de la discoteca Nuclear de Enguera. Tras el verano el programa no volvió a emitirse.
Dentro del programa, además del consultorio sentimental "Cuéntame tus movidas", se incluía de forma esporádica el serial radiofónico "Las aventuras de Agroman".

## Etapa en Radio Marca
El programa se emitió en Radio Marca desde el inicio de 2009 hasta julio de ese mismo año. Fue presentado por los mismos locutores que lo hicieron en Kosta FM, Sergio Benet y Sergi Albir (ya sin utilizar ningún alias), de 1:30 a 3:30 de la madrugada de lunes a viernes, patrocinado por una popular casa de apuestas. El programa se emite desde Valencia con tiene alcance nacional.
El eslogan del programa era "La hora del Jalalala: la cultura del buen rollo".

## Sintonía
El program arrancaba con una canción del grupo "Alejandro con los lentes y los arqueros del amor".
Tienen una campaña en favor de la canción "Chicos en la playa haciendo surf" del grupo español llamado Treepoli. 

## Sintonías de "problema"
Cuando un oyente llamaba o escribía una carta para contar algún problema se ponía de fondo una de las siguientes "músicas de problema".
- Fall at your feet - Crowded House
- No more lonely nights - Paul McCartney
- Carrie - Europe
- Eternal Flame - The Bangles
- In my life - The Beatles
- Mad World - Gary Jules
- Whispers and moans - Crowded House
- I will be - Leona Lewis

## Presentadores
- Sergio Benet
- Sergi Albir

## Emisoras en las que ha sido emitido
- Kosta FM
- Radio Marca

## Web del programa
La hora del Jalalala 
Las informaciones están extraídas de la web del programa y de la web de Radio Marca
- Datos: Q5645995